# Apró bocskorosgomba
Az apró bocskorosgomba vagy barnabocskorú bocskorosgomba (Volvariella pusilla) a csengettyűgomba-félék családjába tartozó, erdőszéleken, réteken termő, ritka gombafaj.

## Megjelenése

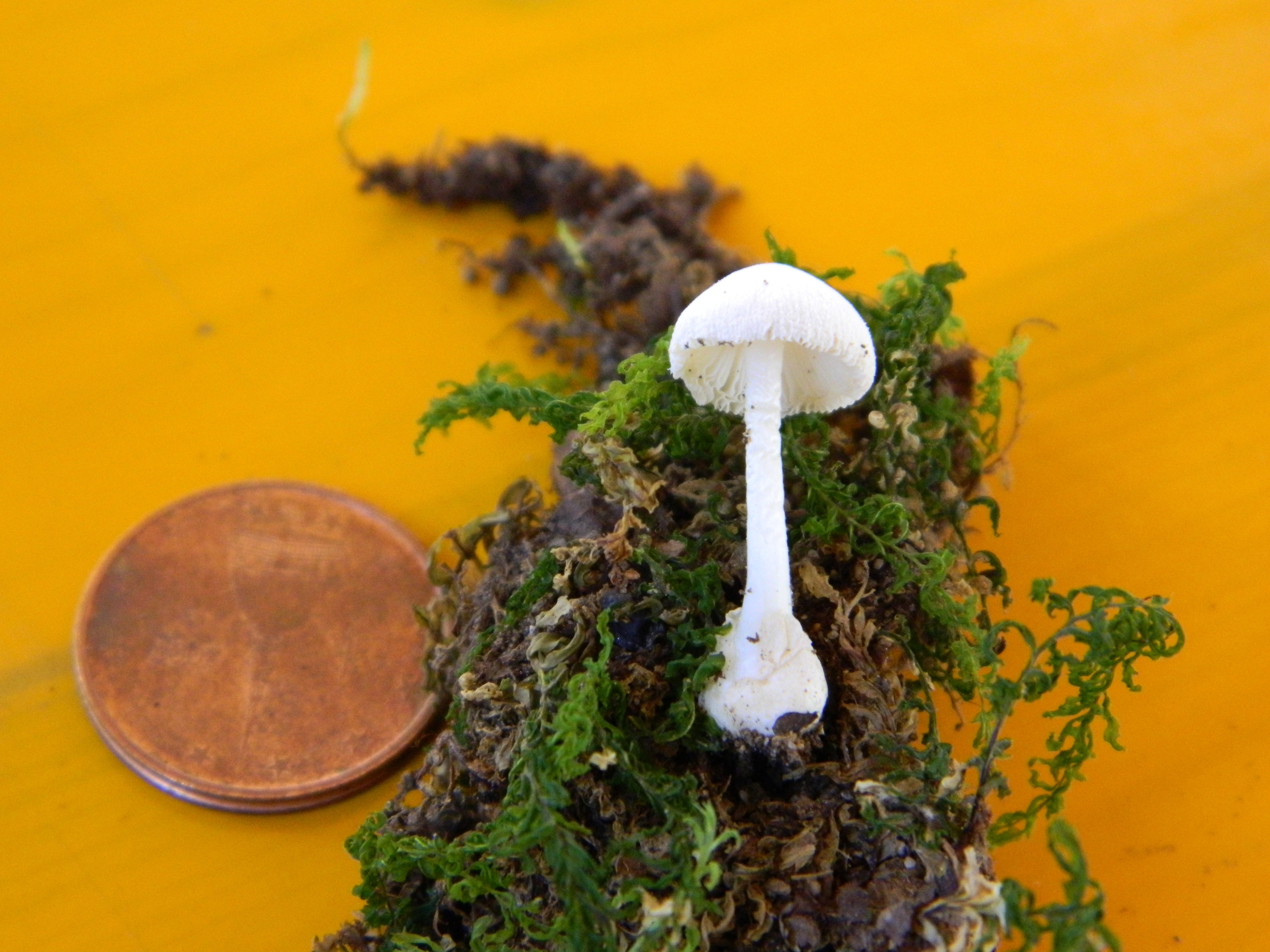

Az apró bocskorosgomba kalapjának átmérője 1–3 cm, fiatalon tojás alakú, majd domborúvá, kiterülő domborúvá válik. Felülete finoman selymes-szálas; fiatalon ragadós, később száraz. Színe fehéres. Húsa vékony, fehér; színe és szaga nem jellegzetese, esetleg kissé muskátliszagú lehet.
Közepesen sűrű lemezei szabadon állóak. Színük fehéres, ami a spórák érésével rózsaszínessé, lazacszínűvé válik. Spórapora lazacrózsaszín. Spórái többé-kevésbé elliptikusak, sima felszínűek, 5,5-8 x 4-6 mikrométeresek.
Tönkje 1–5 cm magas, 0,1-0,3 mm vastag. Színe fehéres, felülete csupasz, legfeljebb a tövénél pelyhes kissé. Alját fehéres bocskor fedi.

## Elterjedése és élőhelye
Európában és Észak-Amerikában honos. Magyarországon ritka. Erdőszéleken, erdei utakon, parkokban, kertekben, trágyázott növényi kultúrákban található meg. Májustól októberig terem.
Nem mérgező, de mivel ritka és gasztronómiai értéke nem jelentős, szedése nem javasolt.